# Victória Izata
Victória Manuel da Silva Izata é uma jurista e política angolana. Filiada ao Movimento Popular de Libertação de Angola (MPLA), é deputada de Angola pelo Círculo Eleitoral Nacional desde 28 de setembro de 2017.
Izata licenciou-se em direito, tendo trabalhado como jurista. Integrou a comissão Directiva da Associação Angolana de Mulheres Juristas e a Comissão dos Direitos Humanos da Ordem dos Advogados de Angola. Também dirigiu o Departamento para os Assuntos Políticos e Eleitorais do Comité Central do MPLA.